# أنجيلا ماريا
أنجيلا ماريا (بالبرتغالية: Ângela Maria) هي مغنية وممثلة برازيلية، ولدت في 13 مايو 1929 في Conceição de Macabu ‏ في البرازيل، وتوفيت في 29 سبتمبر 2018 في ساو باولو في البرازيل. من الجوائز التي نالتها وسام الاستحقاق الثقافي ‏ سنة 2009.

## جوائز
- وسام الاستحقاق الثقافي [الإنجليزية]‏ (2009)

## وصلات خارجية
- الموقع الرسمي
- أنجيلا ماريا على موقع IMDb (الإنجليزية)
- أنجيلا ماريا على موقع ميوزك برينز (الإنجليزية)
- أنجيلا ماريا على موقع ديسكوغز (الإنجليزية)
- أنجيلا ماريا على موقع قاعدة بيانات الفيلم (الإنجليزية)